# 壒囊钞
《壒囊钞》是日本1446年成书的一部类书，古刊本15册，共收500多条目。广引日本和中国典籍，主要介绍中日两国的佛教与世俗事物知识。